# 無力な自分が許せない
「無力な自分が許せない」（むりょくなじぶんがゆるせない）はJanne Da Arcのベーシスト、ka-yuのソロプロジェクト・DAMIJAWの1stシングル。2010年2月17日発売。発売元はavex trax。

## 概要
- DVD付限定盤と通常盤の2タイプを発売。
- レコーディングにはギターに原田喧太、ドラムにJanne Da Arcのドラマーであるshujiが参加。プロモーションビデオには2人に加え、Kazuma（ex.SIAM SHADE）がギターで参加している。またゲストボーカルとして、「無力な自分が許せない」にはKOTOが、「ダーミー城の吸血悪魔(笑)」にはデーモン閣下が参加している。

## 収録曲
- 全曲、作詞・作曲:ka-yu

1. 無力な自分が許せない
2. ダーミー城の吸血悪魔（笑）
3. AOBUSA

### DVD
1. 無力な自分が許せない<music clip>
2. OFF SHOT